# Clandestino (álbum de Manu Chao)
Clandestino é o primeiro álbum solo do cantor francês Manu Chao. Foi lançado em 1998 e mixado por Renaud Letang. Contém músicas em quatro idiomas: inglês, espanhol, português e francês. A edição francesa da revista Rolling Stone considerou-o o 67º maior álbum de rock francês. O álbum também aparece no livro 1001 Albums You Must Hear Before You Die.

## Faixas
| N.º | Título                                     | Duração |  |
| 1.  | "Clandestino" (Espanhol)                   | 2:30    |  |
| 2.  | "Desaparecido" (Espanhol)                  | 3:47    |  |
| 3.  | "Bongo Bong" (Inglês)                      | 2:38    |  |
| 4.  | "Je ne t'aime plus" (Francês)              | 2:02    |  |
| 5.  | "Mentira..." (Espanhol)                    | 4:37    |  |
| 6.  | "Lágrimas de Oro" (Espanhol)               | 2:57    |  |
| 7.  | "Mama Call" (Inglês)                       | 2:21    |  |
| 8.  | "Luna y Sol" (Espanhol)                    | 3:07    |  |
| 9.  | "Por el Suelo" (Espanhol)                  | 2:21    |  |
| 10. | "Welcome to Tijuana" (Espanhol and Inglês) | 4:04    |  |
| 11. | "Día Luna... Día Pena" (Espanhol)          | 1:30    |  |
| 12. | "Malegría" (Espanhol)                      | 2:55    |  |
| 13. | "La vie à 2" (Francês)                     | 3:00    |  |
| 14. | "Minha Galera" (Português)                 | 2:21    |  |
| 15. | "La Despedida" (Espanhol)                  | 3:09    |  |
| 16. | "El Viento" (Espanhol)                     | 2:26    |  |